# الخبار الأعلى (العرش)

تعديل مصدري - تعديل

الخبار الأعلى هي إحدى قرى عزلة العرش بمديرية العرش التابعة لمحافظة البيضاء، بلغ تعداد سكانها 249 نسمة حسب تعداد اليمن لعام 2004.